# Fiat CR.1
Die Fiat CR.1 war ein italienisches Doppeldecker-Jagdflugzeug der 1920er- und 1930er-Jahre. Sie war das erste einer von Celestino Rosatelli entwickelten Serie von Doppeldecker-Jagdflugzeugen. Neun Maschinen wurden exportiert.

## Geschichte
Die schnelle und wendige CR.1 konnte sich bei der Ausschreibung um ein neues italienisches Jagdflugzeug gegen den Doppeldecker SIAI S.52 durchsetzen und ging ab 1924 bei der erst ein Jahr zuvor gegründeten Regia Aeronautica in Dienst. Das Flugzeug mit einer Anderthalbdecker-Auslegung, wobei ungewöhnlicherweise die obere Tragfläche die geringere Spannweite besaß, wurde in der Erprobungsphase noch verbessert, von kleinen Steuerungsproblemen befreit und den Anforderungen genau angepasst. Nach der Durchführung dieser Maßnahmen erhielt Fiat Aviazione den ersten Serienauftrag über 109 Maschinen. Weitere 40 wurden bei OFM (später IMAM-Meridionali) sowie 100 bei Savoia-Marchetti in Lizenz gefertigt. Nach dem Einsatz bei nicht weniger als acht italienischen Jagdstaffeln wurden einige CR.1 Anfang der 1930er Jahre zur Verbesserung der Leistungsfähigkeit mit einem stärkeren Triebwerk von Isotta Fraschini ausgestattet. Den einzigen Exportauftrag über neun CR.1 erteilte die lettische Marine.
Andere Versionen waren die unterschiedlich motorisierten Fiat CR.2, Fiat CR.5 und Fiat CR.10, die aber alle über die Testphase nicht hinauskamen.
Das Nachfolgeprojekt als Jagdflugzeug der italienischen Luftwaffe war die Fiat CR.20.

## Versionen
- Fiat CR.2
- Fiat CR.5
- Fiat CR.10

## Technische Daten

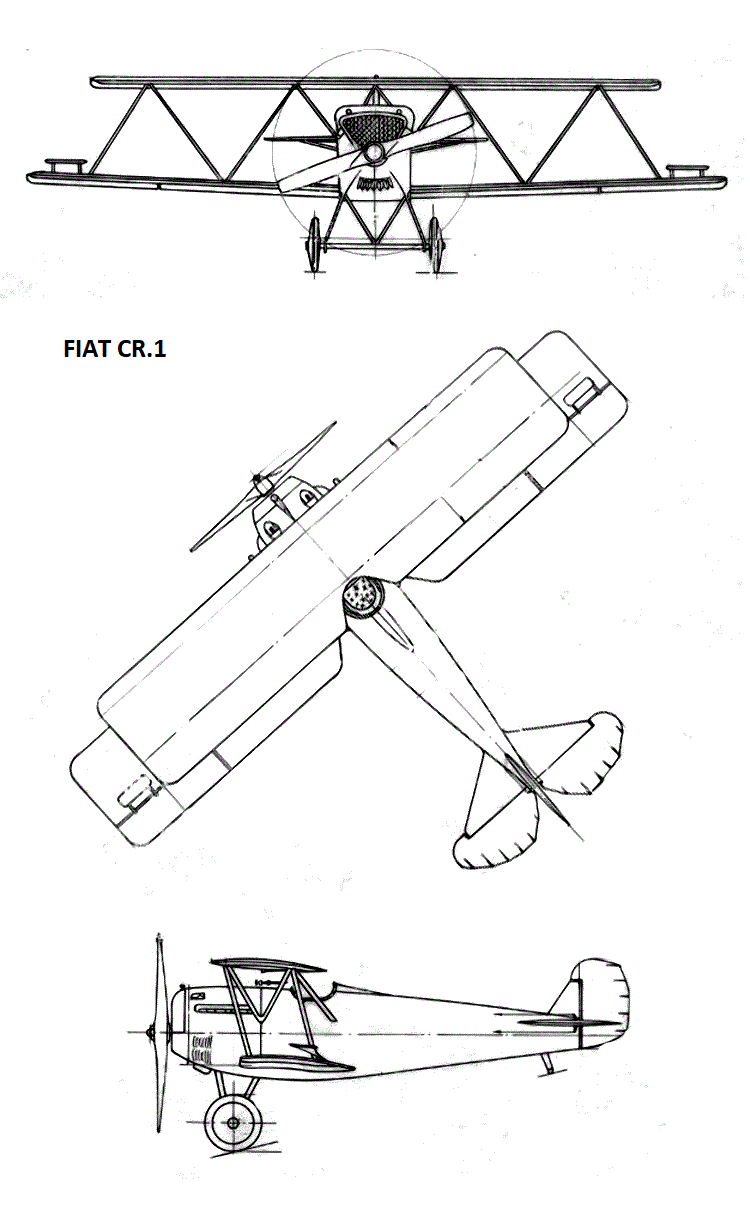
Dreiseitenansicht

| Kenngröße             | Daten                                                                           |
| --------------------- | ------------------------------------------------------------------------------- |
| Besatzung             | 1                                                                               |
| Länge                 | 6,16 m                                                                          |
| Spannweite            | 8,95 m                                                                          |
| Höhe                  | 2,40 m                                                                          |
| Flügelfläche          | 23,00 m²                                                                        |
| Rüstmasse             | 839 kg                                                                          |
| max. Startmasse       | 1154 kg                                                                         |
| Triebwerk             | ein Achtzylinder-V-Motor Hispano-Suiza 42 mit 224 kW (305 PS)                   |
| Höchstgeschwindigkeit | 272 km/h                                                                        |
| max. Flugdauer        | 2:35 h                                                                          |
| Steigrate             | auf 5000 m in 16,5 min                                                          |
| Gipfelhöhe            | 7450 m                                                                          |
| Bewaffnung            | zwei starre, nach vorn feuernde synchronisierte 7,7-mm-Vickers-Maschinengewehre |